# 杜博瓦科爾奇馬
50°33′9″N 25°7′12″E / 50.55250°N 25.12000°E
杜博瓦科爾奇馬（烏克蘭語：Дубова Корчма），是烏克蘭的村落，位於該國西部沃倫州，由盧茨克區負責管轄，面積6.32平方公里，海拔高度239米，2001年人口182，人口密度每平方公里28.8人。